# Сирква
Сирква (груз. სირქვა, арм. Սիրկվա) — село в Грузии, на территории Ахалкалакского муниципалитета края (мхаре) Самцхе-Джавахети.

## География
Село находится в южной части Грузии, в пределах Ахалкалакского плоскогорья, на расстоянии приблизительно 18 километров (по прямой) к северо- северо-востоку от города Ахалкалаки, административного центра муниципалитета. Абсолютная высота — 1750 метров над уровнем моря.

## Население
По результатам официальной переписи населения 2014 года, в Сиркве проживало 110 человек (49 мужчин и 61 женщина). В национальной структуре населения армяне составляли 100 %.
| Год  | Население, человек |
| ---- | ------------------ |
| 2002 | 159                |
| 2014 | ↘ 110              |